# صفي آباد (إيران)
صفي آباد هي مدينة إيرانية تقع في القسم المركزي من مقاطعة دزفول في محافظة خوزستان. حسب إحصاءات المركز الرسمي للإحصاءات الإيرانية في 2006 كان يسكن صفي آباد 8054 شخص.